# Martha Coakley
Martha Mary Coakley (Pittsfield (Massachusetts), 14 juli 1953) is een Amerikaans politica van de Democratische Partij. Ze was de procureur-generaal van Massachusetts tussen 2007 en 2015 onder gouverneur Deval Patrick. In 2010 was ze de kandidaat van de Democratische Partij voor de senaatszetel van de overleden Ted Kennedy; de plaatsvervangende senator en mede-Democraat Paul Kirk was geen kandidaat. Coakley verloor de verkiezing aan de Republikeinse kandidaat Scott Brown. 
Bij de gouverneursverkiezingen van Massachusetts in 2014 besloot zittend gouverneur Patrick zich niet kandidaat te stellen voor een derde termijn. Coakley deed mee aan de Democratische voorverkiezingen voor het gouverneurschap en kwam als winnaar uit de bus, waarna ze het in de gouverneursverkiezingen moest opnemen tegen de Republikein Charlie Baker. Met 2% verschil werd Coakley verslagen.
- International Standard Name Identifier: 0000 0000 3424 0812
- Library of Congress Control Number: n98105850
- SNAC: w65g2km2
- Virtual International Authority File: 68250842
- WorldCat: E39PBJktq8q4tJJb3BBFh6rwmd